# Aphis filipendulae
Aphis filipendulae är en insektsart som beskrevs av Matsumura 1917. Aphis filipendulae ingår i släktet Aphis och familjen långrörsbladlöss. Inga underarter finns listade i Catalogue of Life.